# Jatake (Panggarangan)
Jatake is een bestuurslaag in het regentschap Lebak van de provincie Banten, Indonesië. Jatake telt 2860 inwoners (volkstelling 2010).